# ويلفريدو فاسكيز
ويلفريدو فاسكيز (بالإنجليزية: Wilfredo Vázquez) مواليد 2 أغسطس 1960 في سان خوان، هو ملاكم سابق صنّف ضمن فئة وزن الريشة. حقق بطولة رابطة الملاكمة العالمية وبطولة المجلس العالمي للملاكمة.

## إحصائيات
خاض خلال مسيرته 68 نزالا، فاز في 56 وتعادل في 2 وخسر في 9. فاز بالضربة القاضية في 41 نزالا.

## روابط خارجية
- ويلفريدو فاسكيز على موقع بوكس ريك (الإنجليزية) (registration required)